# Ustawa o bezpieczeństwie imprez masowych
Ustawa z dnia 20 marca 2009 r. o bezpieczeństwie imprez masowych – polska ustawa uchwalona przez Sejm określająca:
- zasady postępowania konieczne do zapewnienia bezpieczeństwa imprez masowych
- warunki bezpieczeństwa imprez masowych
- zasady i tryb wydawania zezwoleń na przeprowadzanie imprez masowych
- zasady gromadzenia i przetwarzania informacji dotyczących bezpieczeństwa imprez masowych
- zasady odpowiedzialności organizatorów za szkody wyrządzone w związku ze zorganizowaniem imprez masowych.

## Nowelizacje
Ustawę znowelizowano 15 razy. Ostatnia zmiana weszła w życie w 2022 roku.